# Seeley (California)
Seeley es un lugar designado por el censo (CDP) en el condado de Imperial, California, Estados Unidos. Seeley está localizado a 7,5 millas (12 km) al oeste de El Centro, En el censo de 2000 la población era de 1,624 personas. Forma parte del Área metropolitana de El Centro.

## Historia
La primera oficina postal de Seeley abrió en 1909. El nombre es en honor a Henry Seeley, un pionero del condado de Imperial.
Seeley es una de las comunidades más antiguas establecidas en el condado de Imperial, que datan desde inicios del siglo XX. Originalmente era un lugar establecido como lugar de descanso a orillas del desaparecido "Lago Azul", Seeley era conocido como Silsbee.
NAF El Centro, el hogar en invierno de los Blue Angels, fue construido en Seeley en 1946. En 1964, la Interestatal 8 fue construida a una milla al sur de Seeley, marcando la elevación más baja de Sistema Interestatal de Autopistas cont -52 pies de profundidad.